# Onsala
Presqu'île, paroisse et ancienne commune de l'ouest de la Suède, située au nord du comté de Halland, sur le territoire de la commune actuelle de Kungsbacka. Sa superficie est de 5 055 hectares.

## Démographie
| 1886                                                                     | 1912  | 1981  | 2004   | 2006   |
| ------------------------------------------------------------------------ | ----- | ----- | ------ | ------ |
| 2 793                                                                    | 1 928 | 6 870 | 12 417 | 13 042 |
| La population a été multipliée par six depuis le milieu des années 1960. |       |       |        |        |

## Histoire
Onsala était autrefois un centre de construction navale très actif, notamment au XVIIe et au XVIIIe siècle.
Autrefois danoise, la paroisse est passée sous contrôle suédois au moment de la Paix de Brömsebro, en 1645.

## Lieux et monuments

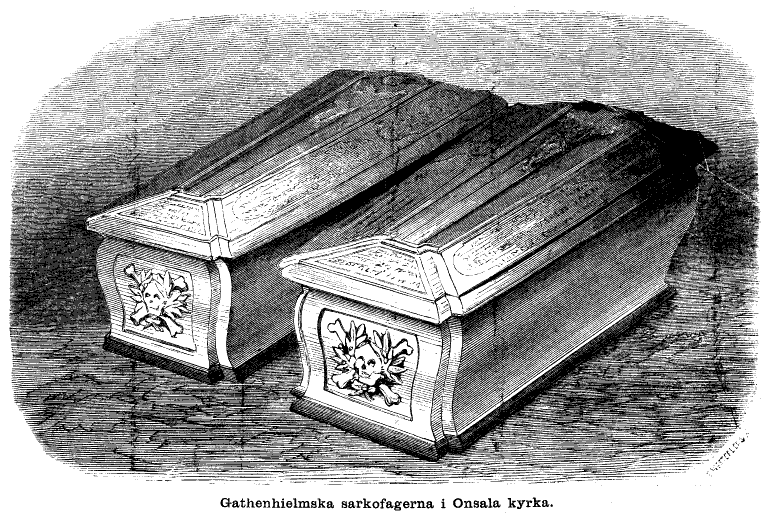
Les sacorphages de Lars Gathenhielm et de son épouse, situés dans la crypte de l'église d'Onsala

- Église d'Onsala (Onsala kyrka en suédois) : église construite ou reconstruite au XVIIe siècle et agrandie au XVIIIe siècle. Lars Gathenhielm et sa femme Ingela Hammar reposent dans la crypte. La légende veut que leurs sarcophages aient été volés au Roi de Danemark.
- Musée des chariots (Vagnsmuseet en suédois) : situé à proximité de l'église
- Musée des bateaux et de la navigation (Båt och Sjöfartsmuséet en suédois) : également situé à proximité de l'église
- Observatoire de Råö (Onsala Space Observatory en anglais) : cet observatoire spécialisé en radioastronomie millimétrique dépend de l'École polytechnique Chalmers.
- Port de Gottskär (Gottskärs hamn en suédois) : port dont l'existence remonte au moins au XIIIe siècle. Il aurait notamment servi d'étape aux marchands de la Ligue hanséatique.

## Personnages célèbres
- Lars Gathenhielm (1689-1718) : corsaire suédois du début du XVIIIe siècle
- Beda Hallberg (1869-1945) : fondatrice, en 1907, de l'Association de la fleur du premier mai (Förstamajblommans riksförbund en suédois), une association d'aide aux enfants malades ou handicapés (le financement en est assuré par la vente de fleurs artificielles)